# Vera Lagoa
Pour les articles homonymes, voir Lagoa.
 (septembre 2022).
La mise en forme du texte ne suit pas les recommandations de Wikipédia : il faut le « wikifier ».
Les points d'amélioration suivants sont les cas les plus fréquents. Le détail des points à revoir est peut-être précisé sur la page de discussion.
- Les titres sont pré-formatés par le logiciel. Ils ne sont ni en capitales, ni en gras.
- Le texte ne doit pas être écrit en capitales (les noms de famille non plus), ni en gras, ni en italique, ni en « petit »…
- Le gras n'est utilisé que pour surligner le titre de l'article dans l'introduction, une seule fois.
- L'italique est rarement utilisé : mots en langue étrangère, titres d'œuvres, noms de bateaux, etc.
- Les citations ne sont pas en italique mais en corps de texte normal. Elles sont entourées par des guillemets français : « et ».
- Les listes à puces sont à éviter, des paragraphes rédigés étant largement préférés. Les tableaux sont à réserver à la présentation de données structurées (résultats, etc.).
- Les appels de note de bas de page (petits chiffres en exposant, introduits par l'outil «  Source ») sont à placer entre la fin de phrase et le point final[comme ça].
- Les liens internes (vers d'autres articles de Wikipédia) sont à choisir avec parcimonie. Créez des liens vers des articles approfondissant le sujet. Les termes génériques sans rapport avec le sujet sont à éviter, ainsi que les répétitions de liens vers un même terme.
- Les liens externes sont à placer uniquement dans une section « Liens externes », à la fin de l'article. Ces liens sont à choisir avec parcimonie suivant les règles définies. Si un lien sert de source à l'article, son insertion dans le texte est à faire par les notes de bas de page.
- La présentation des références doit suivre les conventions bibliographiques. Il est recommandé d'utiliser les modèles {{Ouvrage}}, {{Chapitre}}, {{Article}}, {{Lien web}} et/ou {{Bibliographie}}. Le mode d'édition visuel peut mettre en forme automatiquement les références.
- Insérer une infobox (cadre d'informations à droite) n'est pas obligatoire pour parachever la mise en page.

Pour une aide détaillée, merci de consulter Aide:Wikification.
Si vous pensez que ces points ont été résolus, vous pouvez retirer ce bandeau et améliorer la mise en forme d'un autre article.
 (septembre 2022).
Vera Lagoa (pseudonyme de Maria Armanda Pires Falcão ; Mozambique, 25 décembre 1917 - Lisbonne, 19 août 1996) est une journaliste, chroniqueuse et femme d'affaires portugaise. Elle a été la première animatrice de télévision au Portugal. Elle a été la première journaliste à être poursuivie par un président de la République,,.

## Biographie

### Premières années
Maria Armanda Falcão est née au Mozambique alors qu'il s'agissait encore d'une colonie portugaise, fille d'Armando Augusto Pires  Falcão (né à Lisbonne, São Sebastião da Pedreira le 21 novembre 1880), officier de l'armée, et de sa seconde épouse, Beatriz Lucia (Lisbonne, São José), et sœur d'Armando Pires Falcão (née sur l'île de Moçambique le 18 août 1916). Du premier mariage de son père, avec Palmira Leopoldina de Pinho (Lisbonne), elle avait une demi-sœur aînée, Maria Isabel Pires Falcão (née à Lisbonne, São José, en 1905), mariée sur l'île de Mozambique le 21 mai 1921 à Fortunato Abrantes par Andrade Pissarra,.
En raison des arrestations et déportations de son père pendant la Première République, Maria Armanda n'a pas eu la possibilité de poursuivre ses études au-delà de la 4e année de l'enseignement primaire, et la culture et les connaissances qu'elle a acquises plus tard étaient dues à l'aide des amis de son père et au fait qu'elle était autodidacte. En raison des difficultés financières de sa famille (son père avait été expulsé de l'armée, au grade de major, ayant été réintégré à titre posthume, après le 25 avril, au grade de colonel), Maria Armanda a commencé à travailler très jeune, en tant que secrétaire.

### Premier annonceur de RTP
Elle apparaît aux côtés de Raul Feio dans la première émission expérimentale de Radio-télévision du Portugal (RTP) le 4 septembre 1956, à l'âge de presque 40 ans, à la Feira Popular de Lisboa, puis à Palhavã, où se trouve aujourd'hui la station de métro Praça de Espanha. Ce soir-là, elle a présenté un documentaire sur l'orfèvrerie,,.
Tout a commencé alors qu'elle était secrétaire et qu'ils cherchaient un annonceur. Elle est allée parler au directeur de la station et lui a dit qu'elle était intéressée par cet endroit. Elle a réussi les tests, mais à une condition : elle ne pouvait pas apparaître avec les cheveux noirs. Il a déclaré que l'émission s'était bien passée et que les décors étaient si simples qu'ils étaient en plastique. Tout était improvisé, avec 20 télévisions réparties sur toute la Foire. Comme il n'y avait pas de TV, l'émission a été enregistrée sur cassette. Maria Armanda Falcão avait toutes les qualités pour être une bonne oratrice, cependant, elle a été dispensée de ce rôle, pour cause de « personnalité excessive » : elle a refusé de dire, à la fin de l'émission, « À demain, si Dieu le veut », car elle était agnostique,.
Maria Armanda Falcão s'est opposée à l'Estado Novo, aidant les prisonniers politiques et soutenant la candidature d'Humberto Delgado en 1958,.

### chroniqueur social
Frustrée par sa carrière d'animatrice télé, elle devient journaliste au Diário Popular, avec sa chronique sociale Bisbilhotices (un titre qu'elle détestait et qui lui fut imposé à son insu). C'est alors qu'apparaît son pseudonyme Vera Lagoa, suggéré par son ami Luís de Sttau Monteiro, lors d'un dîner : « Vera », signifiant authentique ou vrai, et « Lagoa », étant le nom du vin sur la table. Ses articles étaient nettement irrévérencieux et elle a fini par quitter le Diário Popular, qui avait rompu les relations avec Francisco Pinto Balsemão, en raison de l'ingérence constante de l'administrateur dans la censure,,,,.

### Réalisateur duDiable
Après le 25 avril, elle a été membre du Parti socialiste pendant un certain temps, mais elle a rapidement été déçu par le nouveau régime démocratique. Femme verticale, [pas clair] indépendante et insoumise, connaissant les coulisses de la société portugaise et de nombre de ses personnalités éminentes dans la culture politique, elle a été scandalisée par le nombre d'opportunistes et d'hypocrites qui étaient autrefois des partisans, respectueux et reconnaissants de l'Estado Novo et qui, d'un moment à l'autre, sont devenus des radicaux véhéments d’extrême gauche, persécutant ceux qui ne suivaient pas leur exemple. Elle en a dénoncé certains dans le livre Revolucionários que Eu Conheci.
Elle écrit dans l'hebdomadaire Tempo, dirigé par Nuno Rocha, des articles incendiaires contre le Processus révolutionnaire en cours (PREC) et contre des personnalités du régime, comme Vasco Gonçalves ou Costa Gomes. Plus tard, se sentant restreinte, elle part et le 10 février 1976, elle fonde son propre journal, dont elle est directrice à vie, O Diabo, homonyme d'un journal anti-salazariste des années 1930,,.
« Je ne t'aime pas. Tu es très moche !", ainsi s'achevait l'éditorial O Senhor Gomes de Chaves, paru dans O Diabo, en février 1976, à propos du président de la République de l'époque, Costa Gomes. Quelques semaines plus tard, le Conseil de la Révolution suspend le journal,.
Vera Lagoa crée alors un nouvel hebdomadaire, O Sol, avec la même ligne éditoriale, qui subit un attentat à la bombe peu après les premiers numéros, ayant subi des séquelles cardiaques. Elle a ensuite transféré la rédaction et l'impression du journal à Porto, où le journal est resté quelque temps. La suspension d'O Diabo a cependant pris fin et il a été republié le pour la première fois le 16 février 1977, .
Une femme de causes, Vera Lagoa, a défendu les victimes de la décolonisation et les lésés par le PREC, comme la prisonnière Antónia Ramalho, mère d'António Ramalho Fialho, l'homme qui a été, de manière barbare et arbitraire, abattu par G3, avec Conceição Santos, son compagnon de route, grièvement blessé, par des soldats communistes, aux portes du Régiment d’artillerie de Lisbonne, le 12 mars 1975. Elle était la promotrice des manifestations patriotiques annuelles le jour de la fête du 1er décembre . Elle s'est manifesté avec acharnement contre la réélection de Ramalho Eanes en 1980, pour ses attitudes politiques ambiguës, pour être soutenu par les communistes et pour vouloir perpétuer le pouvoir du Conseil révolutionnaire. Elle s'est battue pour une enquête sur l'accident de l'avion qui a tué Francisco Sá Carneiro et ses compagnons, qu'elle considérait, avec Augusto Cid, comme un attentat à la bombe,.

### Vie privée
Elle était mariée à Francisco António de Gusmão Fiúza, José Manuel Tengarrinha et José Rebordão Esteves Pinto. Il avait un fils de son premier mariage, Armando Falcão de Gusmão Fiúza, et quatre petits-enfants : José Manuel Fiúza, Rita Fiúza (Al-Merei, par mariage), Pedro Fiúza et Clara Fiúza.
Elle est décédée d'une crise cardiaque en 1996, à l'âge de 78 ans,.

## Construction[Quoi ?]
- 1968 - Bisbilhotices [18]
- 1975 - Cronicas do Tempo : 5-6-75 - 2-10-75 [19]
- 1977 - Revoluconarios que eu conheci [13],[3]
- 1978 - A cambada : cronicas da liberdade adaptadas e baseadas no artigos da autora publicados em "O Diabo" - "O Sol", "O Pais" e"O Diabo" [20]
- 1980 - Eanes nunca mais! [21]

En 1977, le dessinateur José Vilhena publie le livre Vera Lagoa meteu a pata na poça! qui a compilé une série de réponses satiriques fictives des personnalités ciblées par Vera dans son livre Revolicionarios que Eu conheci,.
C'était la couverture du magazine Nova Gente, qui a remplacé le magazine Gente après le 25 avril.
Elle est l'une des personnalités citées dans le livre Lisboa, Anos 70, de Joana Stichini Vilela, publié en 2014,.
Elle est également mentionnée dans des livres tels que O Botequim da Liberdade, Que justice soit faite !, Mémoires de vie et Affection Radio, entre autres,,.
Elle a été représentée dans la série 3 Mulheres du réalisateur portugais Fernando Vendrell par l'actrice Maria João Bastos, qui a été créée sur RTP en 2018. Snu Abecassis et Natália Correia étaient les deux autres femmes honorées par la série,,.
En 2021, sa biographie écrite par l'historienne Maria João da Câmara a été lancée par Oficina do Livro.
Une des rues de la paroisse de São Domingos de Benfica (Lisbonne) porte son nom.